# Friedrich List
Friedrich List (Reutlingen, 1789. augusztus 6. – Kufstein, 1846. november 30.) német közgazdász, gazdaságpolitikus.

## Életpályája
Apja tehetős bőrműves volt. Így iskolai tanulmányai befejezése után, 15 évesen annak műhelyében kezdett dolgozni. Két év múlva írnoknak adták, és hamarosan elindult felfelé a Württembergi Királyság hivatalnoki szamárlétráján. Másfél évig jogot tanult a tübingeni egyetemen, a hivatalnoki karriert mint számvevőszéki tanácsos fejezte be a királyság fővárosában, Stuttgartban. 1817-ben kinevezték a türingiai egyetemre az „államigazgatás gyakorlata” professzorának. Reformista nézeteinek propagálása miatt zavarkeltéssel vádolták, pedig már a württembergi parlament képviselője volt. A bíróság 10 havi elzárásra ítélte, de a börtön elől külföldre szökött. Később a király kegyében reménykedve visszatért hazájába, de börtönbe zárták. Aztán annak fejében, hogy Amerikába emigrál, határidő előtt kiengedték. 1825 júniusában érkezett feleségével és gyerekeivel New Yorkba. (A Magyar nagylexikon  szerint Párizsban megismerkedett La Fayette-tel, akinek a tanácsára ment Amerikába.) Kezdetben farmerkedett, azután egy német nyelvű újságot szerkesztett, majd ipari vállalkozó lett. Miután gazdaságelméleti nézetei kedvező visszhangra találtak, amerikai állampolgárságot kapott és 1832-ben az Amerikai Egyesült Államok konzulja lett Lipcsében. Egy újabb párizsi tartózkodás után Augsburgban folytatta nézeteinek terjesztését. Németország első vasútvonalának megépítésére – Lipcse és Drezda között – részvénytársaságot szervezett. A politikai intrikák és a pénzügyi csalárdságok miatt kiábrándult a gründolók gyakorlati tevékenységéből. Kudarcai és egzisztenciális bizonytalansága miatt lett öngyilkos.

## Közgazdasági nézetei

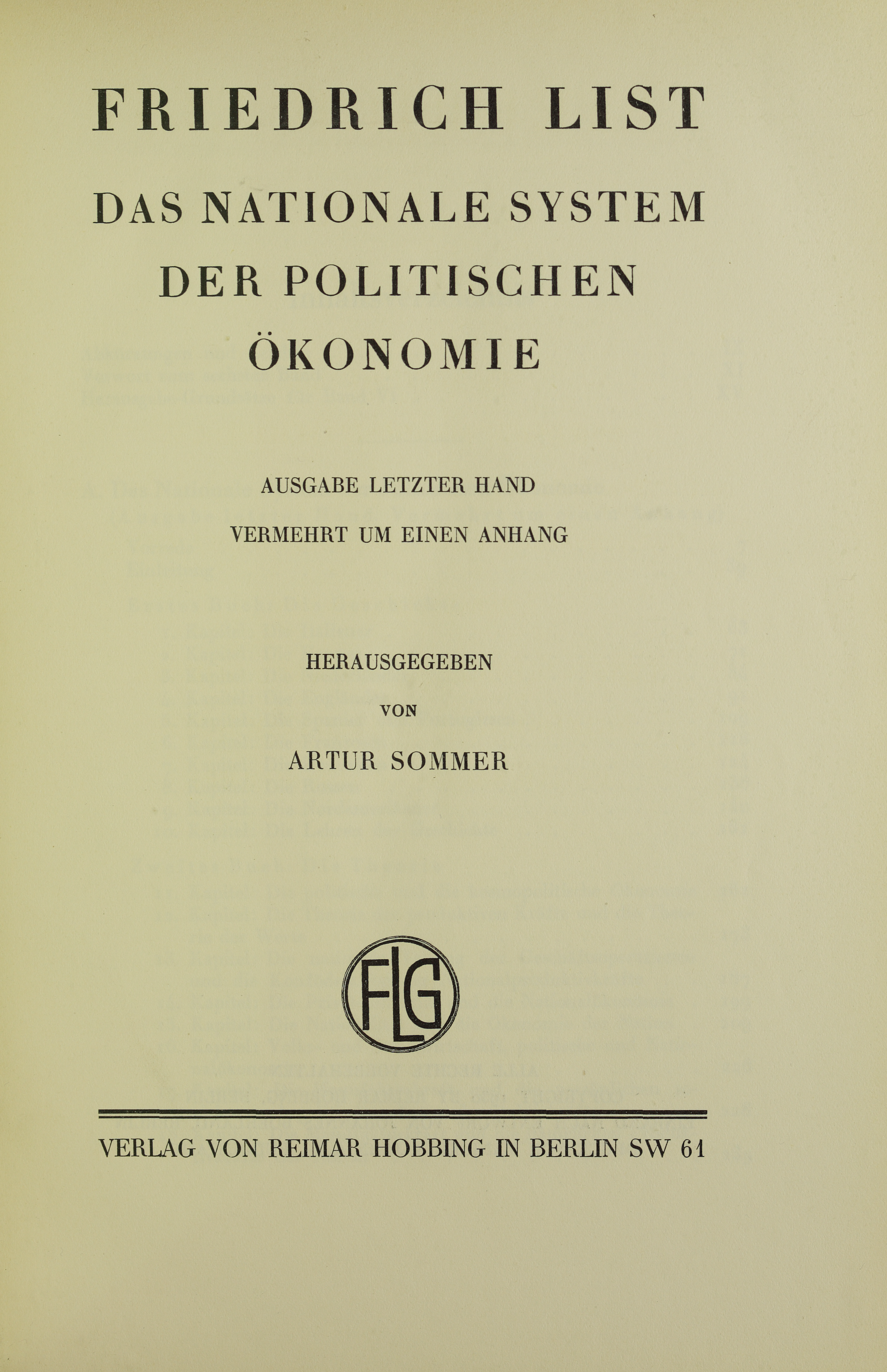
Nationale System der politischen Ökonomie, 1930

Németország List idején még feudális széttagoltságban élt. A német földesurak a belső piac szűk volta folytán termékeik értékesítése során külső, elsősorban az ipari forradalom eredményeként egyre bővülő angol piacra voltak utalva. A német polgárság viszont szenvedett a fejlettebb angol ipar versenyétől, s fejletlen volta következtében rá volt szorulva az állam védelmére. Németország alapvető problémájának látta, hogy miként lehetne a tőkés fejlődést meggyorsítani.
List a politikai gazdaságtanban a klasszikus iskola kritikusaként lépett fel. Az angol polgári klasszikus közgazdaságtan gazdasági szabadságra épülő elméleti rendszere szerinte Anglia világpiaci fölényét fejezi ki. Ezért gazdaságelméleti gondolatainak lényege, hogy a szabadkereskedelem csak akkor előnyös minden résztvevő számára, ha a partnerországok kb. azonos fejlettségűek. Ennek hiányában a gazdaságilag erősebb fél kizsákmányolja a gyengébbet, sőt megakadályozza annak fejlődését. Ekkor van szükség a védővámokra, amelyek a fejletlenebb ország még gyenge iparát védik a versenytől, amíg az a partner szintjére nem fejlődik. Élesen bírálta a munkaérték-elméletre épített közgazdaságtant, mivel szerinte az csupán a csereértékkel törődik, s ezzel a kereskedők szempontjából szemléli a gazdasági folyamatokat. Ebből következően nem érdekelte különösebben az érték- és jövedelemelmélet. Minden érdeklődése a gazdaságpolitikára, elsősorban a külkereskedelmi politika kérdéseire összpontosult. Nézeteinek alfája és ómegája az ipar fejlesztése volt. Ennek érdekében a német tartományok közötti vámok eltörlését, ugyanakkor közös külső védővámok bevezetését szorgalmazta. A közgazdaságtannak szerinte alapvetően azzal kellene foglalkoznia, miként lehetne kifejleszteni egy nemzet termelőerőit. Ezért a közgazdaság-tudományt elsőrendűen nemzeti tudománynak tekintette, írásait erőteljes nacionalizmus jellemzi. Adam Smith rendszerét kozmopolitának tartotta. Kidolgozta a gazdasági tér fogalmát, melynek kapcsán azt állította, hogy a túlnépesedett Németországnak gyarmatosítania kell Délkelet-Európa szabad földterületeit. Felhívta a figyelmet a közlekedés, főként a vasútépítés fontosságára. Felismerte, hogy a termelőerők fejlődése nagymértékben függ a fennálló társadalmi viszonyoktól. Ezért hangsúlyozta, hogy a nemzeti érdek felette áll az egyéni érdekeknek, más mint az egyéni érdekek összessége. Az egyének önmagukban ugyanis nem lennének hajlandók áldozatot hozni annak érdekében, hogy a nemzeti termelőerők fejlődjenek és ez a feladat szerinte az államhatalomra vár. A védvám-rendszert azonban mégsem tekintette a fejlődés örök feltételének. Mihelyt egy elmaradott ország a védővám révén utoléri az élenjáró országokat, a védvám-rendszer helyét a szabadversenynek kell átvennie. Rámutatott arra, hogy egy adott gazdasági döntésből eredő közvetett gazdasági és társadalmi előnyök, illetve hátrányok is származnak, melyeket Marshall nevezett el külső externáliáknak.
Listnek a klasszikus közgazdaságtant nemzeti alapon és az elmaradott országok szempontjából bíráló tanai erősen hatottak Kossuth Lajosra is.

## Művei
Fő műve: Das nationale System der politischen Ökonomie. Stuttgart/Tübingen, 1841 (A politikai gazdaságtan nemzeti rendszere. Ford.: Sárváry Antal. Kőszeg, 1843. Online) 
- List Fridrik: A' politikai gazdálkodás nemzeti rendszere; ford. Sárváry Antal; Reichard Károly ny., Kőszeg, 1843
- List Frigyes: Emlékirat a magyar közlekedésügy reformjáról; ford. Földes Béla; Grill, Bp., 1916 (Magyar közgazdasági könyvtár és remekírók tára)
- Frigyes List: A politikai gazdaságtan nemzeti rendszere; ford. Horn József; Magyar Közgazdasági Társaság, Bp., 1940